# Пруд

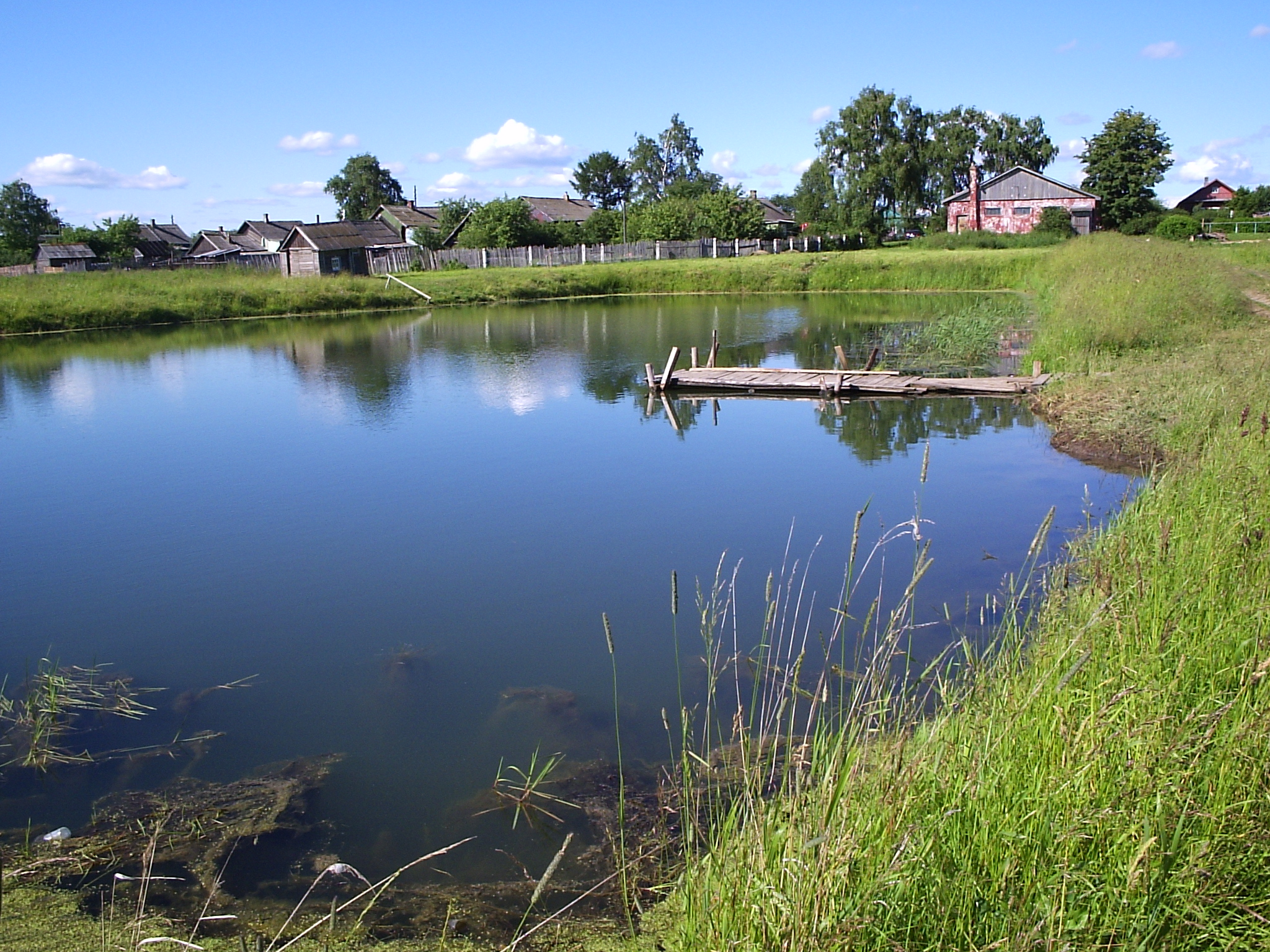
Пруд в Ярославской области

Пруд, или ставо́к — искусственный водоём для хранения воды с целью водоснабжения, орошения, разведения рыбы (прудовое рыбное хозяйство) и водоплавающей птицы, а также для санитарных, противопожарных и спортивных потребностей. В российском законодательстве прудами считаются искусственные водоёмы площадью не более 1 км².
Пруды могут возникать в результате самых разнообразных естественных процессов (например, на поймах при перекрытии речных каналов, ледниковыми процессами, образованием торфяников, в прибрежных дюнных системах, бобровыми плотинами), или они могут быть просто изолированными впадинами (например, весенний бассейн, выбоина в прерии, или просто естественные неровности на недренированной земле), заполненные стоком, грунтовыми водами или осадками, или всеми приведёнными причинами сразу[страница не указана 1355 дней]. В водоемах этого типа выделяют четыре зоны: зона растительности, открытая вода, донный ил и поверхностная пленка[страница не указана 1355 дней].
Размер и глубина прудов может сильно варьировать в зависимости от времени года; многие пруды образуются в период весеннего паводка из рек.
Пруды по определению обычно представляют собой довольно мелкие водоемы с различной численностью водных растений и животных. Глубина, сезонные колебания уровня воды, потоки питательных веществ, количество света, попадающего в пруды, форма, присутствие крупных млекопитающих, состав любых сообществ рыб и соленость — все это может влиять на типы присутствующих сообществ растений и животных.
Пищевые цепи основаны на свободно плавающих водорослях и на водных растениях. Обычно существует множество разнообразных водных организмов, в том числе водоросли, улитки, рыба, жуки, водяные клопы, лягушки, черепахи, выдры и ондатры. Главные хищники могут включать крупную рыбу, цапель или аллигаторов. Поскольку рыба является основным хищником личинок земноводных, те водоемы, которые ежегодно пересыхают и вызывают гибель обитающей там рыбы, являются важным убежищем для размножения амфибий. Пруды, которые ежегодно полностью пересыхают, часто называют весенними бассейнами[страница не указана 1362 дня]. Некоторые пруды образованы в результате деятельности животных, в том числе пруды миссисипского аллигатора и бобровых плотин, что придает большое разнообразие ландшафту[страница не указана 1362 дня].
В сельской местности пруды создаются с целью орошения, обводнения, разведения рыбы, водоплавающей птицы, а также хранения воды для различных хозяйственных целей, для стирки и купания, для водопоя скота и т. д. В городах и зонах отдыха пруды являются местами рыбной ловли, купания и проведения различных спортивных мероприятий.

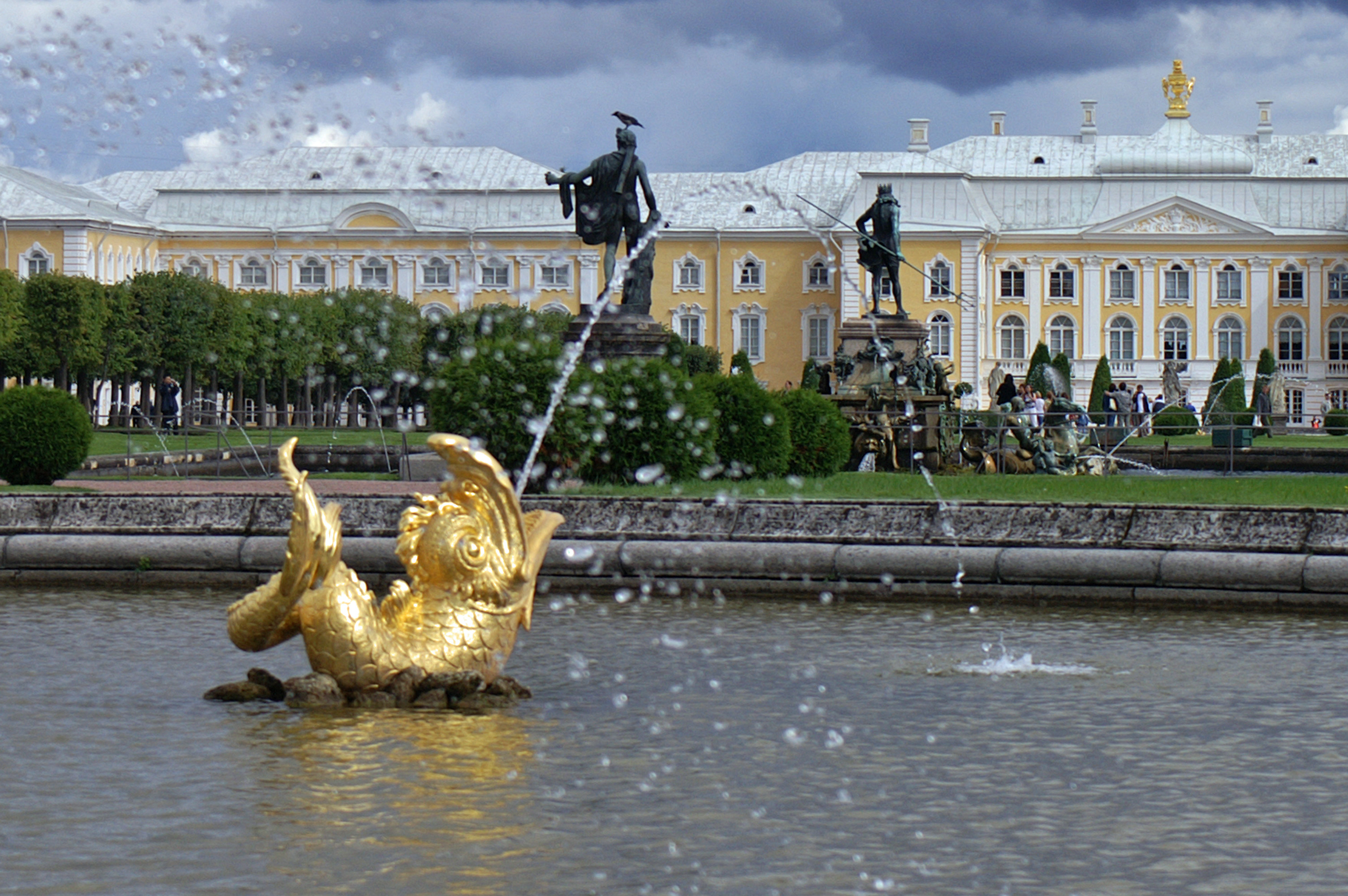
Пруд в Петергофе

## Солёность прудов
В зависимости от водного режима или задач прудового рыбохозяйства пруды могут быть пресноводными или солоноватыми.

Величину солёности воды для выбора вселенцев в пруд проще всего определить на вкус, конечно, при условии, что вода не содержит токсических веществ и отвечает санитарным требованиям. Соль в воде чувствуется при содержании 1-3 г/л. Количество солей в воде можно определить также с помощью солемера. Если вода имеет высокую соленость, то необходимо проводить ее анализ хотя бы один раз в год.— 
В водоёмах с пресной водой можно встретить разнообразные растения: тростник, камыш, стрелолист, нимфейник, валлиснерию, рдесты, хару, кубышку. Среди моллюсков здесь обитают перловицы, прудовики и физа. Из ракообразных встречаются водяной ослик, щитни, а также личинки насекомых, ранатра, и другие.
Соленость воды в 4-6 г/л губит пресноводные водоросли и моллюсков, таких как прудовики и перловицы. Личинки стрекоз и водяного ослика в таких условиях почти не появляются..
В воде с солёностью 10–12 г/л всё ещё можно встретить тростник, но его стебли становятся тонкими. В такой воде нет пресноводной кубышки, лягушек и головастиков, тритонов, жуков-плавунцов и их личинок, пузаничника-нырялки. Также отсутствуют губки-бадяги, моллюски-живородки и щитни.
Однако в такой воде могут обитать бокоплавы, кориксы, клопы, клещи и другие представители фауны..
При солёности от 16 до 18 граммов на литр воды в водоёме перестают расти тростник и камыш. В таких условиях не встречаются личинки насекомых, которые обычно живут в пресной воде. Зато здесь можно встретить усоногие раки-балянусы, креветки, крабы, мидии, губки и мшанки. Из высших водных растений в таких условиях растут только руппии.
В водоёмах с такой солёностью обитают различные виды рыб, такие как девятииглая колюшка, атерина, бычки и иглы..
Водоёмы с солёной водой, имеющие прямое соединение с морем, которое поддерживает полную солёность, обычно рассматриваются как часть морской среды, поэтому такие объекты к прудам не относят:

Прибрежные озёра в некотором смысле — разновидность эстуариев, но градиент между солёной и пресной водой имеет не горизонтальное, а вертикальное направление.— 

## Классификация

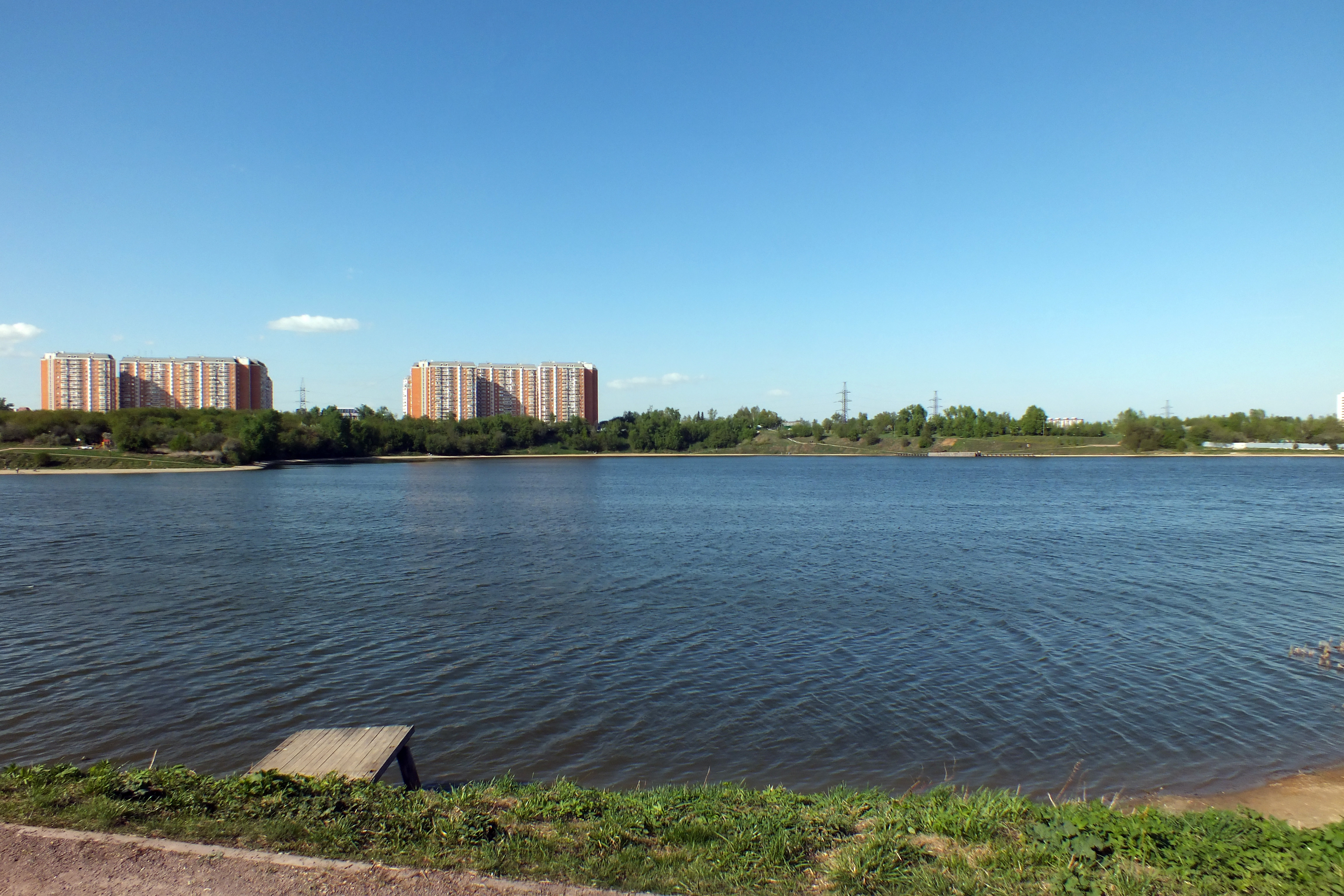
Борисовские пруды — крупнейший водоём Москвы площадью около 0,86 км²

Техническое различие между прудом и озером не было стандартизировано. Лимнологи и пресноводные биологи предложили формальные определения пруда, частично включающие «водоемы, где свет проникает на дно водоема», «водоемы, достаточно мелкие, чтобы укоренившиеся водные растения могли расти повсюду» и «водоемы, в которых отсутствует волновое воздействие на береговую линию». Каждое из этих определений трудно измерить или проверить на практике, они имеют ограниченное практическое применение и в настоящее время почти не используются. Соответственно, некоторые организации и исследователи остановились на технических определениях пруда и озера, которые полагаются только на размер.
Даже среди организаций и исследователей, которые отличают озера от прудов только по размеру, не существует общепризнанного стандарта максимального размера пруда. Международная конвенция Рамсарских водно-болотных угодий устанавливает верхний предел размера пруда в 8 гектаров (80,000 м2; 20 акров).
Существуют различные региональные названия естественных водоёмов. В Шотландии одним из терминов является лохан, который также может относиться к большому водоёму, например, к озеру. В юго-западной части Северной Америки озера или пруды, которые являются временными и часто пересыхают большую часть года, называются англ. playas.

## Использование
Если питание пруда происходит, в основном, за счёт стока речных и (или) грунтовых вод, то предусматривают организацию обводных каналов, чтобы исключить переполнение пруда. При строительстве крупных прудов для удаления избытка воды устраивают водоспуски или сбросные сооружения, например «монах». Его конструкция предусматривает возможность водообмена и сброса воды путем поднятия шандор.
Пруды используются для разведения рыб и других диких животных, включая водоплавающих птиц, которые являются источником пищи для людей. Загрязняющие вещества, попадающие в пруды, часто в значительной степени смягчаются за счёт естественного осаждения и биологической активности в водоеме. Пруды также вносят основной вклад в богатство и разнообразие местных экосистем как для растений, так и для животных.
На индийском субконтиненте у индуистских храмов обычно есть пруд поблизости, чтобы паломники могли принимать ванны. Эти пруды считаются священными.
В средневековые времена в Европе для многих монастырей и замков (небольших, частично самодостаточных общин) было характерно наличие рыбных прудов. 

Первые пруды для хранения ценной рыбы были построены ещё в XIII столетии в Сергиевском монастыре (Скитские пруды). Стерлядью из этих прудов угощали Дмитрия Донского, посетившего обитель перед выступлением в поход на татар.— 
 Они всё ещё распространены в Европе и в Восточной Азии (особенно в Японии), где можно разводить кои.
Технологически в прудовом рыбном хозяйстве выделяются такие виды прудов, как:
- Нерестовые пруды — организуются для размножения рыбы. Желательно их располагать на почвах с мягкой луговой растительностью, в местах удалённых от дорог, пастбищ, хорошо прогреваемых солнцем, защищенных от холодных ветров лесопосадками. Необходимо обеспечить рыбам покой в период нереста. Количество и площади нерестовых прудов расчитываются из мощности нагульных прудов и потребностей рыбохозяйства[19].
- Мальковые пруды[19]
- Маточные пруды[19]
- Выростные пруды[20]
- Зимовальные пруды — организуются для зимнего содержания сеголеток карпа, пересаженных из выростных прудов. Эти пруды обладают нужными объёмом зимовальных ям, не промерзают во время зимовки рыбы. На 1 га такого пруда в Белоруссии сажается до 400 тыс. шт. сеголеток карпа[21].
- Карантинные пруды[21]
- Нагульные пруды[21]

### Пруды каскадов биологической очистки
| Показатель            | Накопитель | Очищенная вода | Рыбоводные пруды |
| --------------------- | ---------- | -------------- | ---------------- |
| Прозрачность, см      | 0-2        | 12-15          | 15               |
| PH                    | 7,4-7,6    | 7,7-8,9        | 7                |
| Щелочность, мг.экв/л  | 10,0-13,8  | 2,4-4,7        | 1,8-3,5          |
| Окисляемость, мг/л    | 1620-1910  | 5,5-19,2       | до 30            |
| БПК5,мг/л             | 1932-2180  | 4,0-6,3        | до 5             |
| аммонийный азот, мг/л | 242-252    | 0-3,9          | до 1,5           |
| Колититр, шт/мл       | 10−7−10−12 | 0,1-1,0        | 1,0              |
| Яйца гельминтов шт/л  | 19         | 0              | 0                |

Биологические пруды используются в качестве недорогого метода очистки сточных вод. В сельском хозяйстве очистные пруды могут существенно уменьшить количество органических веществ, высвобождаемых ниже по течению от водоема:
1. Первый пруд каскада прудов биологической очистки — накопитель. В нём происходит частичная минерализация органических стоков, анаэробные процессы
2. Второй пруд каскада — водорослевый пруд, где «благодаря наличию биогенных элементов и солнечной радиации происходит массовое развитие фитопланктона»
3. Третий — рачковый пруд, где развиваются личинки насекомых, ветвистоусые и веслоногие ракообразные, черви
4. Завершающий — рыбоводный пруд, сюда поступают стоки из рачкового пруда и выращивается молодь карпа от 14-15 до 80-100 дней.

При корректной работе всех каскадов биологической очистки, хорошей освещенности и температуре более 5○С увеличивается парциальное давление кислорода и развивается обильный животный мир за счёт представителей бактериального, водорослевого, зоопланктонного и бентосного сообществ. Рыба
активно питается этими организмами при нормальном для неё химическом составе воды. В таблице изменений химических и санитарных показателей воды по каскадам прослеживается резкое снижение  аммонийного азота, токсичного для рыбы и животных, значительное смещение редокс-потенциала за счет аэрации, нейтрализация патогенной микрофлоры и гельминтов.
Обязательным условием для выращивания рыбы в биологических прудах животноводческих комплексов является поступление в последнюю ступень каскада (рыбоводную) воды со стабилизированным химическим составом. Это достигается при создании оптимальных условий для жизнедеятельности бактерий, микроводорослей, дафний, циклопов, коловраток, личинок насекомых.
Они могут также обеспечивать орошение в период засухи.

## Стратификация

Водные объекты разделены на три условных горизонта: I. Эпилимнион II. Металимниона III. Гиполимнион. Шкалы используются для привязки каждого горизонта стратификации к их соответствующим глубинам и температурам. Стрелка используется, чтобы показать движение ветра над поверхностью воды, которое инициирует круговорот в эпилимнионе и гиполимнионе.

Многие пруды подвергаются регулярной ежегодной очистке, как и более крупные озера, если они достаточно глубокие и / или защищены от ветра. Абиотические факторы, такие как УФ-излучение, общая температура, скорость ветра, плотность воды и даже размер, — все они играют важную роль, когда дело доходит до сезонного воздействия на озера и пруды.
Весенний переворот, летняя стратификация, осенний круговорот и обратная зимняя стратификация, пруды регулируют свою стратификацию или свою вертикальную температурную зональность из-за этих влияний. Эти факторы окружающей среды влияют на циркуляцию пруда и градиенты температуры в самой воде, образуя отдаленные слои: эпилимнион, металимнион и гиполимнион.
Каждая зона имеет различные черты, которые поддерживают или наносят вред определённым организмам и биотическим взаимодействиям под поверхностью в зависимости от сезона. Зимой поверхностный лед начинает таять весной. Это позволяет столбу воды начать перемешивание благодаря солнечной конвекции и скорости ветра. По мере перемешивания пруда достигается постоянная общая температура. При повышении температуры летом происходит термическая стратификация. Летняя стратификация позволяет ветрам перемешивать эпилимнион, поддерживая постоянную теплую температуру во всей этой зоне. Здесь фотосинтез и первичная продукцияпроцветает. Однако те виды, которым нужна более холодная вода с более высокими концентрациями растворенного кислорода, будут отдавать предпочтение более низкому металимниону или гиполимниону. По мере приближения падения температура воздуха падает, и возникает глубокий слой перемешивания. Осенний круговорот приводит к образованию изотермических озёр с высоким уровнем растворенного кислорода, поскольку вода достигает средней более холодной температуры. Наконец, зимняя стратификация происходит обратно пропорционально летней стратификации, поскольку поверхностный лед снова начинает формироваться. Этот ледяной покров сохраняется до тех пор, пока весной не вернутся солнечная радиация и конвекция.
Из-за этого постоянного изменения вертикальной зональности сезонная стратификация заставляет ареалы соответственно расти и сокращаться. Определённые виды привязаны к этим отдельным слоям водной толщи, где они могут процветать и выживать с максимальной эффективностью.

## Растения для пруда
Разделяются на следующие группы: погружённые; плавающие на поверхности; глубоководные; растущие по берегам. Как правило, экосистема пруда требует наличие растений всех групп.
Перечень рекомендуемых видов растений природной флоры для создания цветочно-декоративных композиций в водоёмах в условиях средней полосы России: 

Гигрофиты
- Белозор болотный — Parnassia palustris. Цветки белые, высота растений 10—25 см, цветение: июль-сентябрь.
- Вахта трёхлистная — Menyanthes trifoliata. Цветки белые, бледно-розовые, высота растений 15—35 см, цветение: май-июнь.
- Вербейник монетчатый — Lysimachia nummularia. Цветки жёлтые, высота растений 10—50 см, цветение: май-июль.
- Ирис ложноаировый — Iris pseudacorus. Цветки жёлтые, высота растений 50—100 см, цветение: май-июнь.
- Калужница болотная — Caltha palustris. Цветки жёлтые, высота растений 15—30 см, цветение: .
- Кипрей узколистный — Chamerion angustifolium. Цветки бледно-розовые, высота растений 60—120 см, цветение: июль-август.
- Кокушник комарниковый — Gymnadenia conopsea. Цветки лилово-розовые, высота растений 25—60 см, цветение: май-август.
- Мертензия виргинская — Mertensia virginica. Цветки голубовато-лиловые, высота растений 40 см, цветение: май-июнь.
- Мертензия морская — Mertensia maritima. Цветки голубовато-розовые, высота растений 10—15 см, цветение: июнь-июль.
- Мертензия реснитчатая — Mertensia ciliata. Цветки синие, высота растений 40—50 см, цветение: май-июнь.
- Мята водная — Mentha aquatica. Цветки лилово-розовые, высота растений 20—80 см, цветение: июль-октябрь.
- Селезёночник обыкновенный — Chrysosplenium alternifolium. Цветки жёлтые, высота растений 5—15 см, цветение: апрель-май.
- Ятрышник шлемоносный — Orchis militaris. Цветки розоватые, коричневато-пурпурные, высота растений 24—45 см, цветение: май-июнь.
- Гладиолус болотный — Gladiolus palustris. Цветки пурпурные, высота растений 30—50 см, цветение: май-июнь.
- Дербенник иволистный — Lythrum salicaria. Цветки розово-лиловые, высота растений 50—100 см, цветение: июль-сентябрь.

Гидрофиты
- Горец земноводный — Persicaria amphibia. Цветки розовые, высота растений 50—150 см, цветение: июнь-сентябрь.
- Стрелолист обыкновенный — Sagittaria sagittifolia. Цветки белые, высота растений 30—100 см, цветение: июнь-август.
- Сусак зонтичный — Butomus umbellatus. Цветки бледно-розовые, высота растений 100—150 см, цветение: июнь-август.
- Частуха обыкновенная — Alisma plantago-aquatica. Цветки белые, высота растений 30—100 см, цветение: июль-август.

Гидатофиты
- Болотоцветник щитолистный — Nymphoides peltata. Цветки жёлтые, высота растений 80—150 см, цветение: май-июнь.
- Водокрас лягушачий — Hydrocharis morsus-ranae. Цветки белые, высота растений 15—30 см, цветение: июнь-август.
- Кубышка жёлтая — Nuphar lutea. Цветки жёлтые, высота растений 50—250 см, цветение: июнь-август.
- Кувшинка белая — Nymphaea alba. Цветки, высота растений 50—250 см, цветение: июнь-август.
- Пузырчатка обыкновенная — Utricularia vulgaris. Цветки жёлтые, высота растений 15—35 см, цветение: июнь-август.
- Телорез алоэвидный — Stratiotes aloides. Цветки белые, высота растений 15—45 см, цветение: май-август.

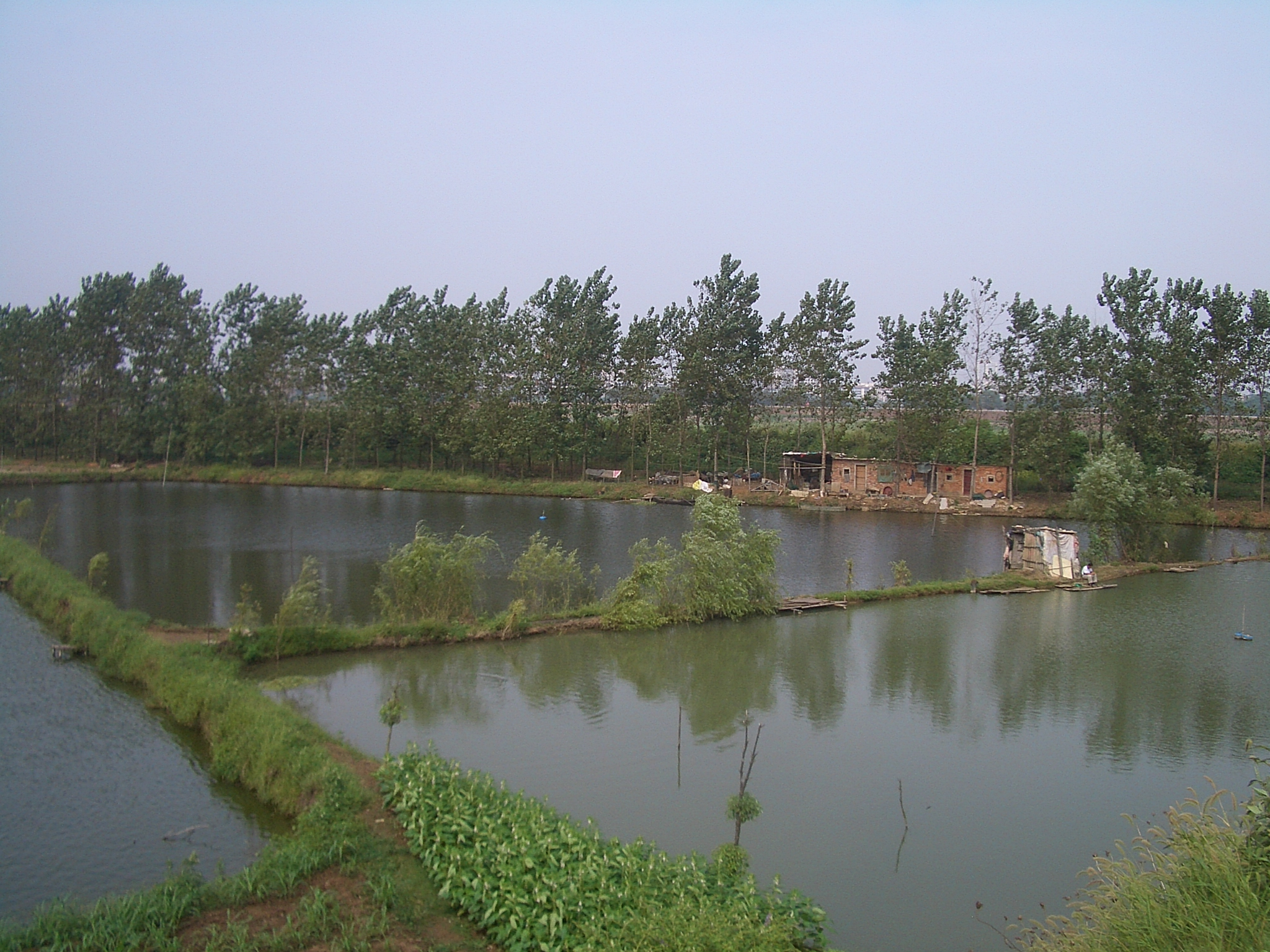
Прудовое хозяйство у города Дае, Хубэй
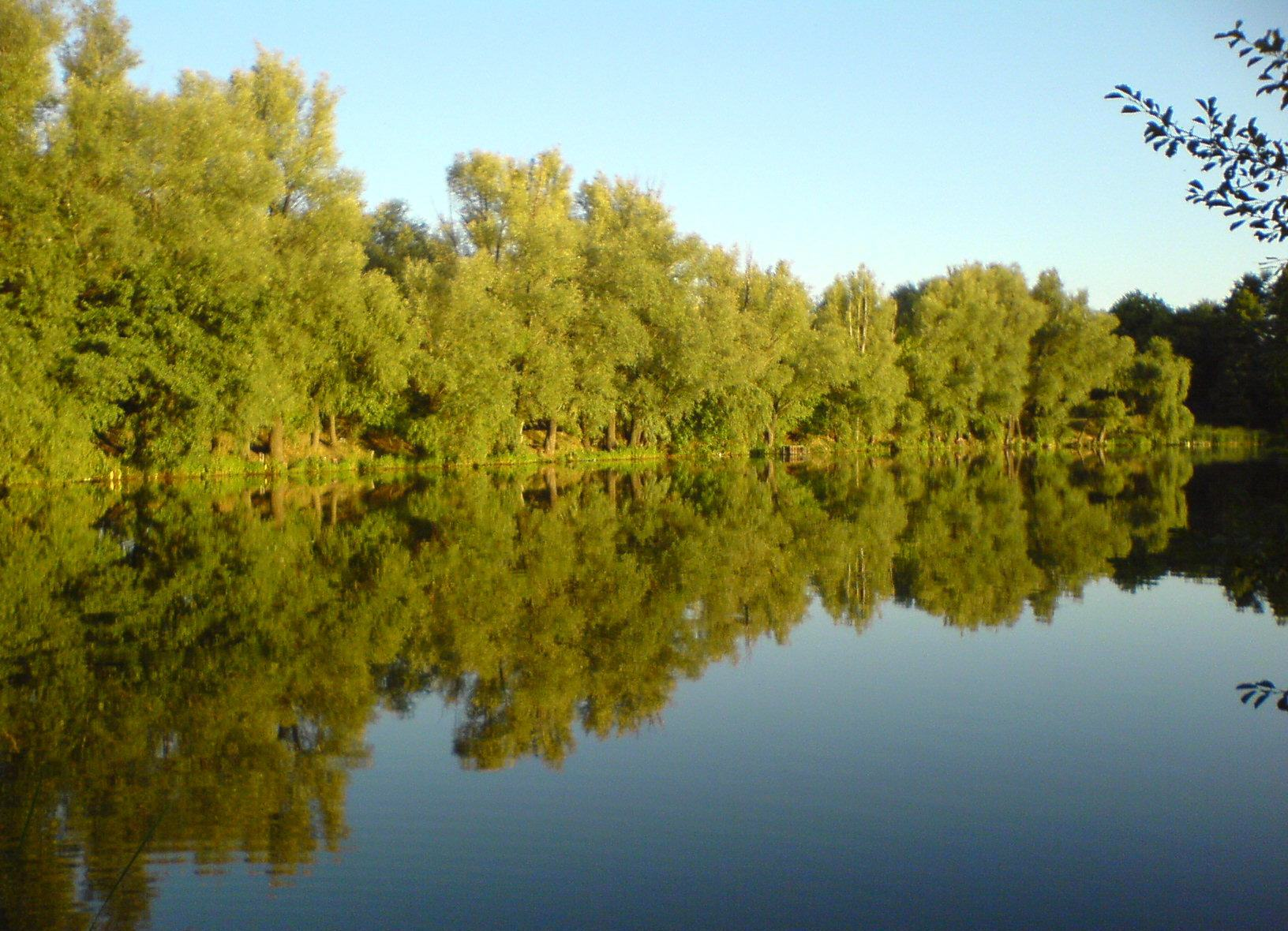
Пруд Перекошка на Слобожанщине
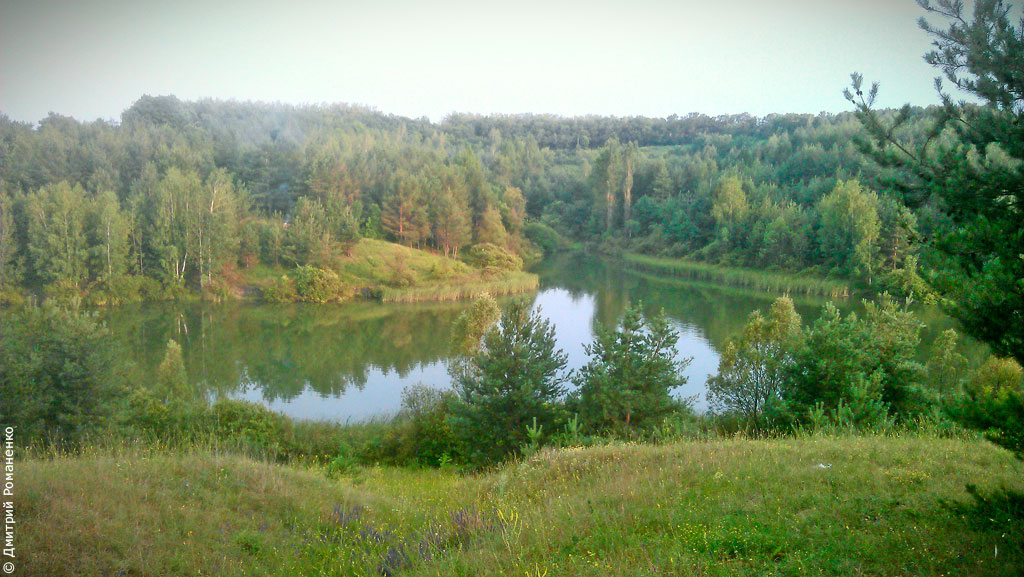
Слобожанщина, Белгородская область. Пруд Байкал
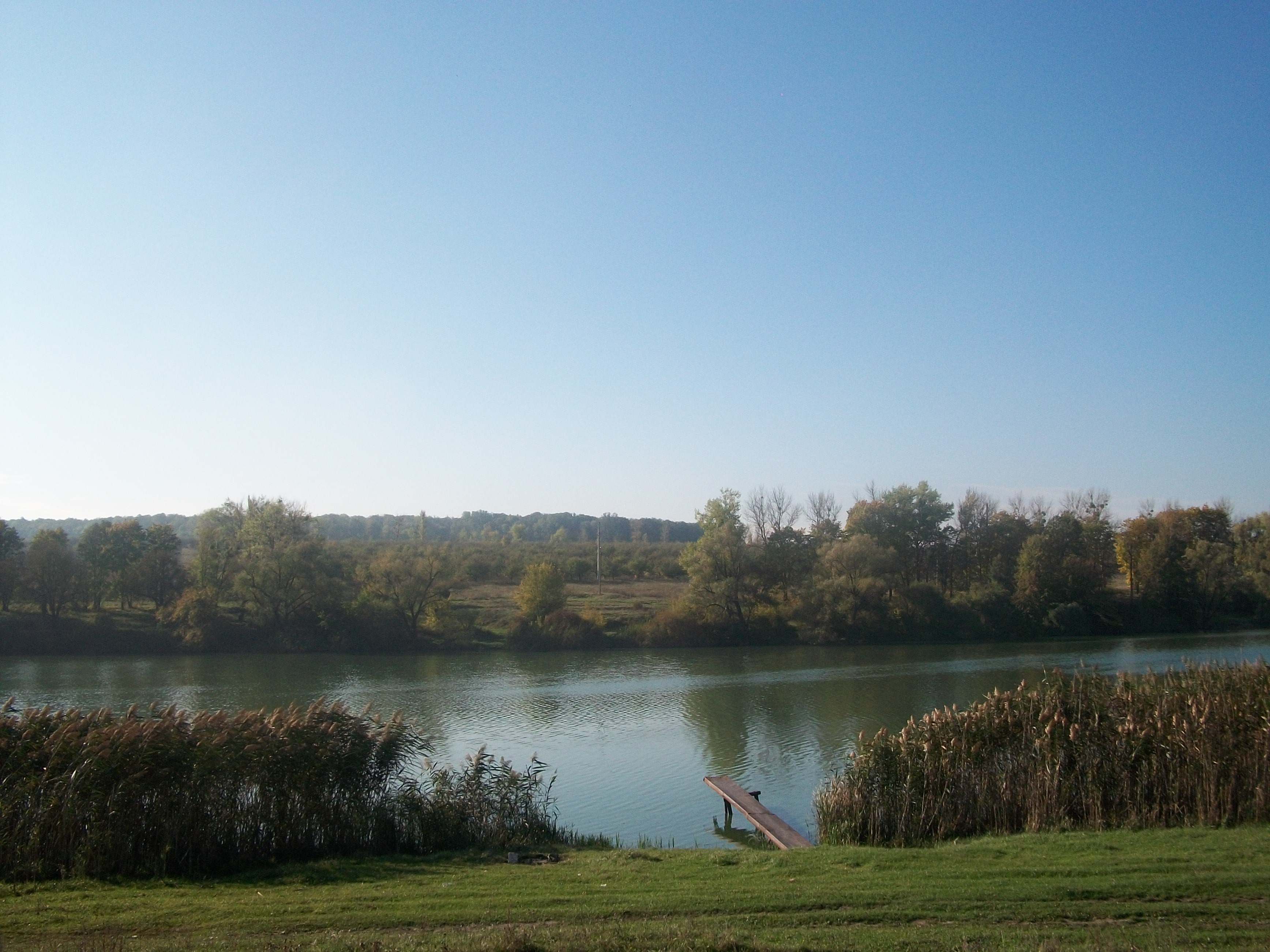
Слобожанщина. Люботин. Пруд Артемовский (№4)
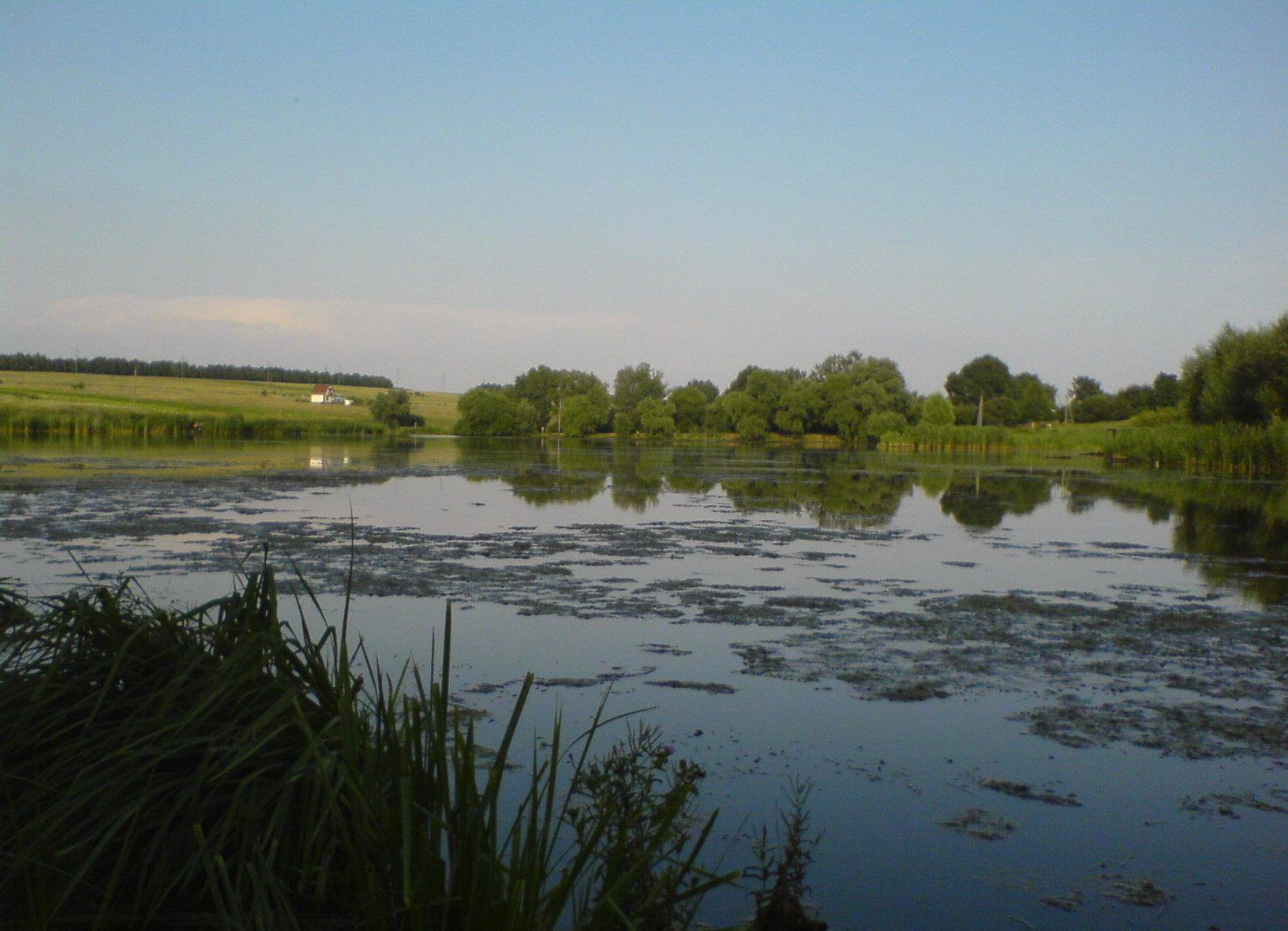
Пруд Джерелянка на закате (Харьковская область)
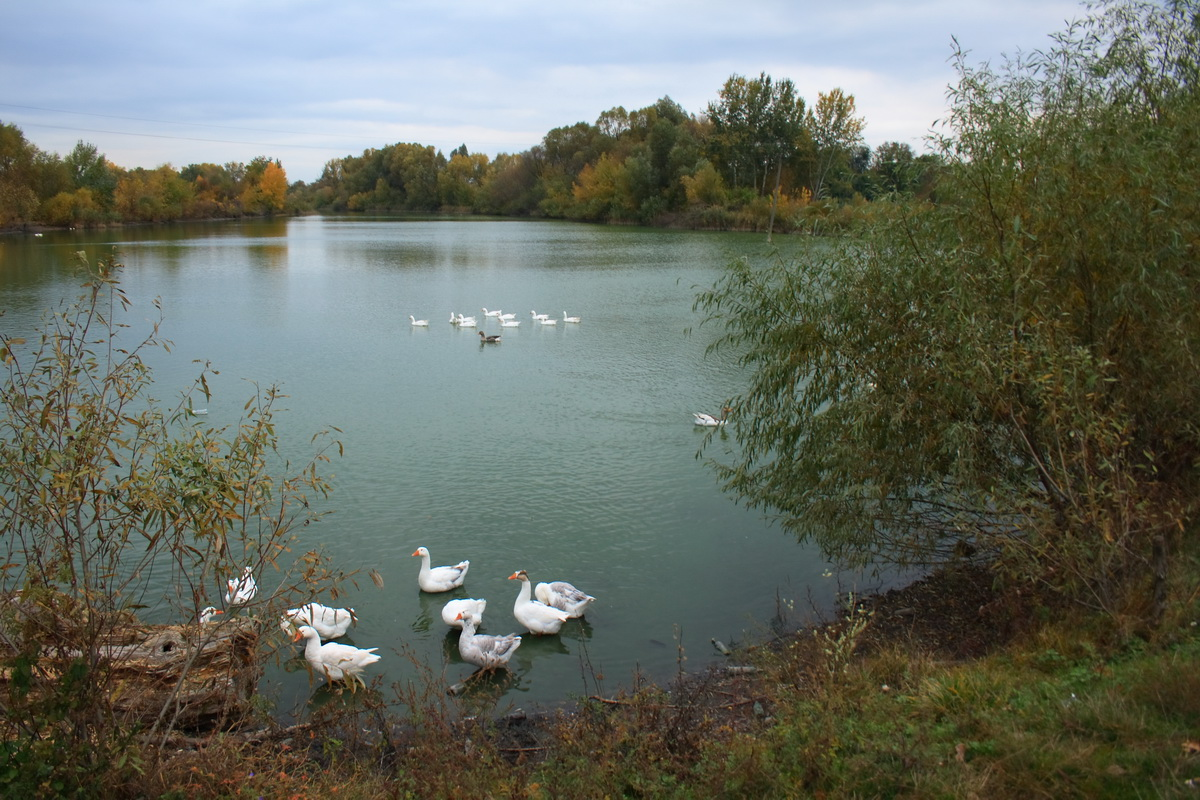
Ставок в селе Черняхивка
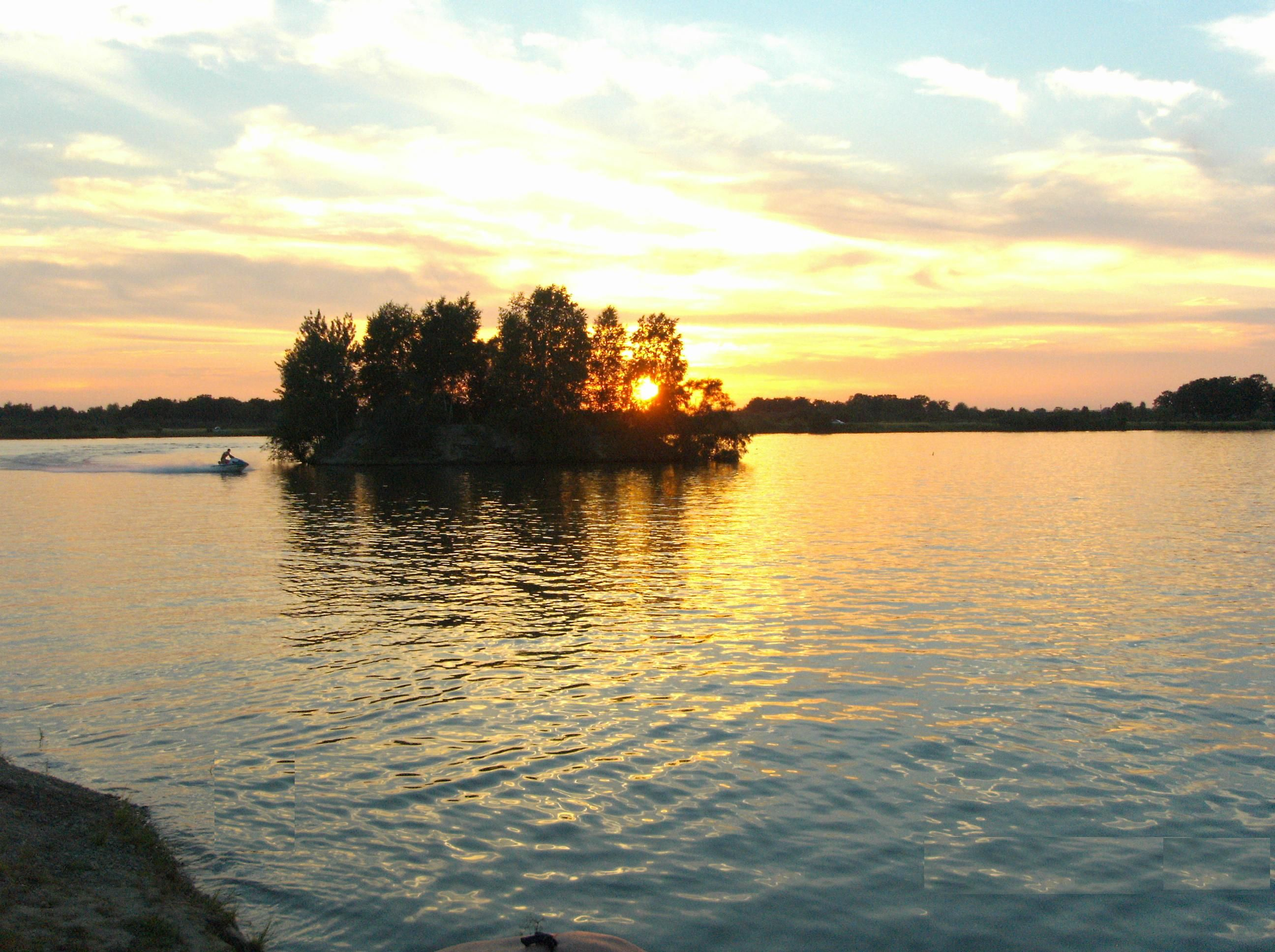
Озеро Благодатное на месте гравийного карьера